# Le allegre avventure di Scooby-Doo e i suoi amici
Le allegre avventure di Scooby-Doo e i suoi amici (The Ri¢hie Ri¢h/Scooby-Doo Show) è una serie televisiva a cartoni animati prodotta dalla Hanna-Barbera Productions, incentrata su alcuni dei personaggi delle serie Scooby-Doo. La serie è la sesta incentrata sui personaggi della serie Scooby-Doo, la seconda serie senza la presenza di Fred, Daphne e Velma ed è l'unica a contenere segmenti di 7 minuti.

## Produzione e distribuzione
Le tre stagioni sono state trasmesse in America in pacchetti animati di un'ora con altri corti animati. Il pacchetto delle prime due stagioni si intitola The Richie Rich/Scooby-Doo Show e vede l'esordio televisivo per il personaggio di Richie Rich. La terza stagione venne trasmessa, invece insieme al cartone The Puppy's Further Adventures nel pacchetto The Scooby-Doo/Scrappy-Doo/Puppy Hour. In Italia, tutte e tre le stagioni sono andate in onda dal 1983 nel pomeriggio, su Rai 1. La seconda e la terza stagione sono state ridoppiate in occasione della trasmissione su Italia 1 per ragioni ignote.
Ogni puntata è formata da tre sequenze di episodi della serie Scooby-Doo and Scrappy-Doo. Nell'ultima sequenza degli episodi della terza stagione Shaggy e Scooby vengono sostituiti dall'introduzione dei personaggi di Yabba-Doo e Dusty con cui Scrappy-Doo fa squadra nei segmenti spin-off Scrappy and Yabba-Doo. Questi ultimi comprendo 13 dei 99 episodi della serie.

## Trama
La serie narra le avventure di Shaggy, del suo alano parlante di nome Scooby-Doo e suo nipote Scrappy-Doo che viaggiano per il mondo cacciandosi sempre nei guai o incontrandosi faccia a faccia con mostri terrificanti. In alcuni episodi vengono narrate le avventure dell'alano Yabba Doo, cugino di Scooby, che con l'aiuto di Scrappy Doo e Dusty va alla caccia di criminali nel Far West.

## Personaggi

### Scooby-Doo e Scrappy-Doo
La Misteri & Affini è la squadra protagonista della serie composta da:
- Scoobert "Scooby" Doo: è un alano parlante, fifone e sempre affamato. Il suo migliore amico è Shaggy.
- Norville "Shaggy" Rogers: è un ragazzo alto e snello con capelli castani e indossa sempre una maglietta verde e pantaloni rossi. Come il suo partner Scooby, ama mangiare ma è molto fifone.
- Scrappy Doo: è un cucciolo di alano, nipote di Scooby. Al contrario dello zio, Scrappy, è molto coraggioso e tende ad affrontare i mostri alzando i pugni e recitando la frase "Potere ai piccoli!".

### Scrappy-Doo e Yabba-Doo
- Yabba Doo: è un alano parlante, fratello di Scooby e zio di Scrappy. Si differenzia da Scooby, oltre che per il cappello da cowboy e la bandana al collo, per il colore bianco e il pelo brizzolato. Al contrario di quest'ultimo è molto coraggioso e farebbe di tutto per proteggere il suo paese.
- Scrappy Doo: è un piccolo alano, nipote di Scooby e di Yabba. Al contrario dello zio, Scrappy, è molto coraggioso e tende ad affrontare i mostri alzando i pugni e recitando la frase "Potere ai piccoli!".
- Dusty: è un ragazzo giovane e goffo, sceriffo di Tumbleweed. Ha spesso bisogno del suo cane Yabba Doo per proteggere la città dai criminali.

## Doppiaggio
| Personaggio   | Doppiatore originale | Doppiatore italiano                                             | Doppiatore italiano |
| Personaggio   | Doppiatore originale | 1º doppiaggio                                                   | 2º doppiaggio       |
| ------------- | -------------------- | --------------------------------------------------------------- | ------------------- |
| Scooby Doo    | Don Messick          | Franco Latini (stagioni 1-2) Enzo Consoli (stagione 3)          | Roberto Gammino     |
| Shaggy Rogers | Casey Kasem          | Sergio Di Stefano (stagioni 1-2) Francesco Vairano (stagione 3) | Simone Mori         |
| Scrappy Doo   | Don Messick          | Roberto Del Giudice                                             | Fabrizio Manfredi   |
| Yabba Doo     | Don Messick          | -                                                               | Dante Biagioni      |
| Dusty         | Frank Welker         | -                                                               | Fabrizio Manfredi   |

## Episodi
| Stagione         | Episodi | Prima TV originale |
| ---------------- | ------- | ------------------ |
| Prima stagione   | 39      | 8 novembre 1980    |
| Seconda stagione | 21      | 31 ottobre 1981    |
| Terza stagione   | 39      | 25 settembre 1982  |